# Podenco andaluz
För andra betydelser, se Podenco.
Podenco andaluz är en hundras från Andalusien i Spanien. Den är en jagande pariahund som främst används för jakt på kanin och annat småvilt. Den är en släthårig ras som likt podengo portugues finns i tre storlekar. Rasen är nationellt erkänd av den spanska kennelklubben Real Sociedad Canina en España (RSCE).